# Asysta
Asysta – podanie do zawodnika z tej samej drużyny, po którym zostają zdobyte punkty lub jest zdobyta bramka (tzw. gol). 
Termin asysta występuje w grach zespołowych, między innymi w koszykówce czy w hokeju, zazwyczaj w zdobytych bramkach (golach) lub koszach (punkty) z akcji. Nie występują natomiast w rzutach karnych, rożnych czy rzutach osobistych. W piłce nożnej pojęcie to pojawiło się niedawno. 

## Asysta w koszykówce
Asysta jest to podanie piłki do partnera stwarzające mu możliwość bezpośredniego zdobycia punktów. Z jedną akcją „punktową” może być związana jedna asysta. Asystę można przyznać jedynie graczowi, który wykonuje ostatnie podanie przed akcją rzutową. 
Najważniejszym elementem oceny asysty, jest ocena czy gracz atakujący w momencie otrzymania podania miał pozycję do zdobycia punktów i czy podjął działania zmierzające do ich zdobycia. Akcja rzutowa podjęta przez gracza ataku po podaniu może zawierać zwody lub kozły pod warunkiem, że nie jest to związane z tworzeniem nowej pozycji rzutowej i nie jest wywołane działaniami obrony. Jeżeli gracz otrzymując piłkę na pozycji rzutowej nie oddał rzutu, ale podjął inną akcję tworząc nową pozycję rzutową to asysta nie jest przyznawana, bowiem zdobyte punkty są wynikiem nowej akcji nie zaś podania.
Przy rzutach z dystansu decydująca jest ocena statystyka, czy rzut został oddany w wyniku otrzymania piłki na dobrej pozycji czy też z wyboru zawodnika. Ma to miejsce szczególnie w sytuacji upływającego czasu 24 sekund czy też silnej presji obrony uniemożliwiającej rzut z wolnej pozycji.
Uwaga:
1. Asystą nie jest przypadkowe dogranie piłki partnerowi – np. rzut, który minął obręcz lub przypadkowe zbicie piłki w walce na tablicy.
2. Nie przyznajemy asysty, jeżeli zawodnik ataku nie zdobywa punktów nawet, jeżeli punkty zdobyte są z ponowienia akcji po zbiórce.
3. Asystą jest ostatnie podanie do szybkiego ataku niezależnie od liczby wykonanych przez gracza atakującego kozłów, pod warunkiem, że nie musiał on mijać graczy obrony.
4. Jest asystą sytuacja, gdy gracz ataku otrzymuje piłkę na pozycji rzutowej, ale nieatakowany przez obronę robi kozioł i zdobywa punkty z pozycji bliżej kosza.
5. Jest asystą podanie do gracza w strefę podkoszową, po której wykonuje on obrót i zdobywa punkty o ile obrót nie służył minięciu gracza obrony.
6. Nie jest asystą podanie, po którym gracz został sfaulowany i wykonuje rzuty wolne nie z powodu faulu przy rzucie, a jedynie dlatego, że zespół broniący przekroczył limit przewinień w danej części gry.

## Asysta w hokeju na lodzie
W hokeju na lodzie asysta przyznawana jest maksymalnie dwóm zawodnikom, którzy podali do zdobywcy gola. Nie ma znaczenia, czy strzał był oddany „z pierwszego krążka” czy po dłuższym prowadzeniu. Asystentem może być też bramkarz. Asysta nie jest przyznawana po odbiciu krążka od przeciwnika, chyba że jest to strzał obroniony przez bramkarza.
Przypisywanie asyst reguluje punkt 472 Przepisów gry w hokeja na lodzie.

## Asysta w baseballu
W baseballu asystę zalicza się każdemu z zawodników obrony, który brał udział w akcji zakończonej wyautowaniem biegacza, zanim trafiła ona do gracza autującego. Aby kwalifikować się do asysty gracz powinien piłkę rzucić lub spowodować (nawet przypadkowo) zmianę kierunku jej lotu. Asysty nie otrzymuje miotacz wykonujący narzut (chyba że uczestniczy w zagraniu już po odbiciu piłki przez pałkarza), ani gracz dokonujący autu. Tego drugiego nagradza się autem (putout).
Punkt 10.10 Przepisów gry w baseball szczegółowo określa przyznawanie asyst.